# 華服飾専門学校
華服飾専門学校（はなふくしょくせんもんがっこう）は、東京都台東区にある服飾に関する私立の専門学校。設置者は学校法人華学園。

## 設置学科
- ファッションテクニカル科
  - モデリストコース
- プロテクニカル専攻科
- ファッションクリエイター科
  - ファッションビジネスコース
  - プレス・スタイリストコース
  - アパレルデザイナーコース

## 沿革
- 1946年 -「華洋裁研究所」を創立。
- 1948年 - 華洋裁学院と改称。東京都より認可を受ける。
- 1958年 - 学校法人「華学園」に組織を変更。
- 1976年 - 専修学校法による専門学校として第1回目の認可を受け「華服飾専門学校」となる。
- 2006年 -「ファッション館（8号館）」完成。
- 2011年 -「プロテクニカル専攻科」（3年次1年制）を開設。
- 2014年 - 文部科学省より「職業実践専門課程」として認定を受ける。
- 2015年 - 「ファッション工学科」を「ファッションクリエーター科」に、「テクニカルデザイン科」を「ファッションテクニカル科」に学科名変更。
- 2016年 -「華学園」創立70周年を迎える。
- 2019年 - 高等教育の修学支援新制度対象校の認定を受ける。

## 所在地
- 東京都台東区根岸1-1-12

## 脚註
1. ↑  東京都私立専修学校一覧 令和4年4月1日現在 東京都生活文化スポーツ局